# NGC 4104
NGC 4104 (również PGC 38407 lub UGC 7099) – galaktyka soczewkowata (SB0), znajdująca się w gwiazdozbiorze Warkocza Bereniki. Odkrył ją William Herschel 11 kwietnia 1785 roku.